# Casa de Balda
La casa de Balda o de Valda és un dels més il·lustres i antics llinatges de la província de Guipúscoa, prestigiosa de parents majors en època anterior a les vint-i-quatre cases qualificades pel monarca Carles I. Aquest noble llinatge va ser la primera raça que va habitar a Azcoitia, tenien la seva casa solar i Palau d'aquesta vila. Era casa de Parents Majors i del bàndol gamboïns, i casa solar molt coneguda i de la primera estimació i antiguitat de la província de Guipúscoa. La Casa-Torre de Balda va ser incendiada en 1318, i assaltada posteriorment en 1420 pel bàndol dels onyacins; en 1456 van ser derrocades les seves torres i merlets, però es reedificà juntament amb la casa torre de la família Loiola.

## Història genealògica

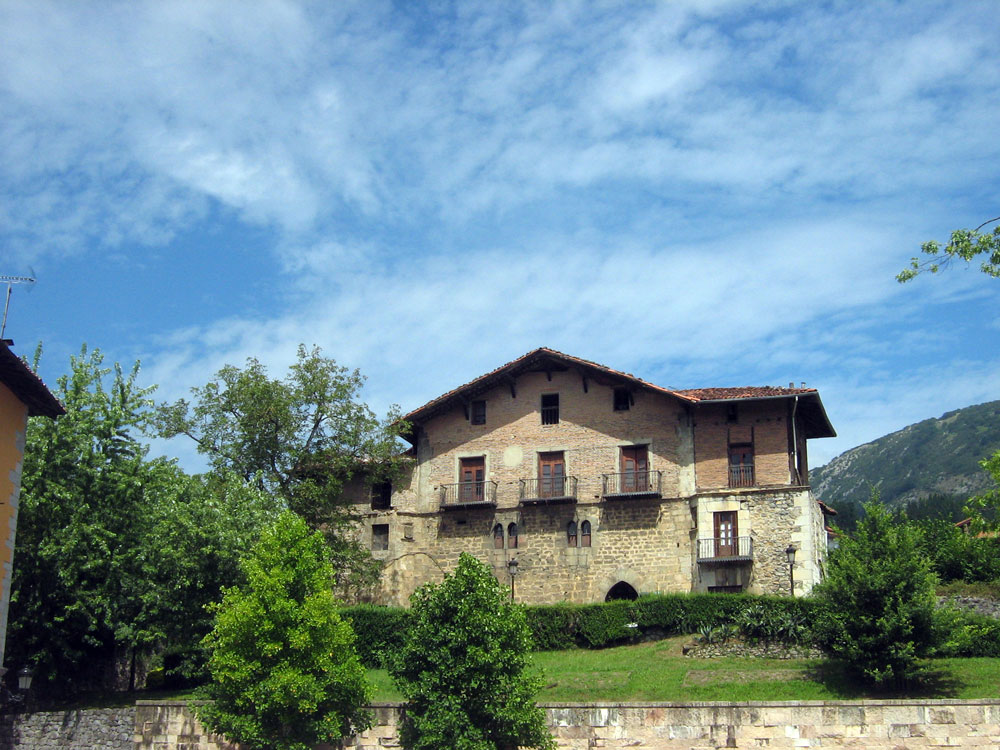
Casa-Torre de Balda.

Exposada per Juan Carlos de Guerra en els seus Llinatges bascongados, obra citada en la bibliografia.
- Martín de Valda, I senyor de la casa de Balda, va viure en els temps del rei Ferran III de Castella.

- Juan Martínez de Balda, II senyor de la casa de Balda. Va viure en temps del rei Alfons X de Castella, sent un dels principals cavallers de Guipúscoa i senyor del patronat real de l'església monasterial de la parròquia de Santa María, cridada de Valda. Aquesta església de Balda va pertànyer primer als Cavallers de l'orde del temple; extingida aquesta Ordre, va passar a la Corona de Castella, i aquesta va cedir el seu patronat a la casa de Balda; la hi cridava monestir, terme que llavors equivalia a patronat de llecs. Aquesta església va ser incendiada en 1318.

- Pedro Ibáñez de Balda, III senyor de la casa de Balda, va viure en temps dels reis Sanç IV de Castella i Ferran IV de Castella. Va ser assassinat en 1318.

- Pedro López de Balda, IV senyor de la casa de Balda, va quedar orfe sent nen. Va poder sobreviure a la mort del seu pare i avi gràcies a la seva criada ho amagués dels seus enemics els oñacinos. Es crio a Biscaia. En ser major d'edat, va reclamar al seu oncle Martín Ibáñez de Balda els béns de la casa, dels quals aquest s'havia apropiat. Pedro López de Balda va servir al rei Alfons XI de Castella des de la seva joventut i fou escuder de casa seva, rebent diverses mercès, entre elles la confirmació de l'aquest Patronatge per a tota la seva vida en Carta Real a Sevilla el 7 d'octubre de 1327.

- Ochoa López de Balda, V senyor de la casa de Balda regnant Alfons XI de Castella al mateix temps que es va fundar la vila d'Azcoitia o Miranda de lraurgui per Carta de poblament de 3 de juliol de 1331. El mateix any per Carta Real de data 29 de desembre va obtenir la confirmació del patronat de Santa María de Balda, que va anar sempre un dels de major renda d'aquestes terres de quants hi ha en elles a la mercè dels reis. Ochoa López de Balda va ser Parent Major del bàndol dels gamboïns que va lluitar contra els onyacins en el segon combat del gual d'Usurbil. Va ser mutilat, i trobant-ho a la nit greument ferit, ho van rescatar els seus que ho havien donat per mort i així va escapar de les ferides. Va servir en moltes guerres a el rei Alfons XI de Castella, així com a Pere I de Castella i a Enric II de Castella.

- Pero López de Balda, VI senyor de la casa de Balda, anomenat com el seu avi, va viure en els temps del rei Enric II de Castella i el seu fill el rei Joan I de Castella, per la gràcia del qual i mercè va gaudir del patronatge mitjançant Carta Real donada a Burgos l'11 d'agost de 1379. Segons el cronista Juan Carlos de Guerra, el germà de Però López de Balda, Ochoa López de Balda, va continuar amb el majorat de la casa de Balda.

- Ochoa López de Balda, VII senyor de la casa de Balda. Anomenat en algunes relacions Fortuño de Balda o conegut pel sobrenom de “l'Avi”. Va participar amb els gamboïns en la crema de la casa de Marzana a Biscaia, en 1387, i va obtenir del rei Enric III de Castella la confirmació del patronat d'Azcoitia i del patronat del monestir de Balda mitjançant Carta Real datada en les Corts de Burgos a 20 de febrer de 1392. Va contreure matrimoni per primera vegada amb María Ochoa de Berástegui, cridada també María López en algunes relacions, filla legítima de García Martínez de Berástegui, senyor del solar i Palacio de Berástegui, Parent Major del bàndol oñacino en la vila de Berástegui, província de Guipúscoa. En segones amb Constança de Guevara, filla natural de Beltrán Vélez de Guevara, senyor d'Oñate. Del primer matrimoni van néixer: Inés de Balda Berástegui, que va casar en Azpeitia amb Pedro Martínez d'Emparan Murguía i Esténaga; i María Ochoa o María López de Balda Berástegui, que va casar en Mondragón amb Juan Martínez d'Or, fill d'Ochoa Martínez d'Or, alcalde d'aquesta vila en 1401,i de Teresa Ibáñez d'Avendaño. Del segon matrimoni d'Ochoa López de Balda amb Constança de Guevara van néixer: Lladre de Balda Guevara, que segueix la línia; Fortún de Balda Guevara, que va morir barallant pels oñacinos en 1420; i María López de Balda Guevara, que va casar en la vila de Deva amb Sancho Martínez de Lastur, sent pares de María Sáez de Lastur i Balda, també cridada Marquesa o Gracia Sáez de Balda, va succeir a la casa de Balda al seu oncle Lladre de Balda Guevara. María Sáez de Lastur i Balda va casar amb Martín García de Licona, natural de la Vila d'Ondarroa, en el senyoriu de Biscaia, de noble i antic llinatge, conegut com el Doctor Ondarroa. El Doctor Ondarroa va pagar tots els deutes que havia contret la família i va aconseguir recobrar el Patronatge que per sanció real havia perdut la família Balda.

- Ladrón de Balda Guevara, VIII senyor de la casa de Balda i vassall del rei Enric IV de Castella, preeminència que corresponia en aquell temps a ric home. Va ser també patró de l'església parroquial de Santa María de Balda, en Azcoitia, i cavaller principal i de la primera estimació de Guipúscoa entre els Parents Majors del bàndol gamboïns. Lladre de Balda, Martín Ruiz d'Avendaño i Juan López de Lazcano, senyor de Lazcano, els tres vassalls del rei Enric IV de Castella, van anar els cabdills principals que, per si i els seus parents i confederats, van desafiar a vuit viles de Guipúscoa al juliol de l'any 1456. Va casar amb Constança de Tobar, de la qual no va tenir successió. Va morir bandejat en la vila de Jimena, frontera dels moros, en el Regne d'Andalusia, l'any de 1457, per sentència del rei Enric IV de Castella a causa de les diferències dels bàndols dels onyacins i gamboïns. En el solar de Balda li va succeir la seva neboda María Sáez de Lastur i Balda que segueix en la línia. Lladre de Balda Guevara va tenir un fill natural, Pedro de Balda o de Silva. Segons consta en escriptura pública del 29 d'octubre de 1459, Pedro de Balda o de Silva va vendre la casa i senyoriu de Balda al Doctor Martín García de Licona, espòs de María Sáez de Lastur i Balda.

- María Sáez de Lastur i Balda, IX senyora de la casa de Balda, també cridada Marquesa o Gracia Sáez de Balda, va succeir a la casa de Balda al seu oncle Lladre de Balda Guevara. Va contreure matrimoni amb Martín García de Licona, conseller del rei Enric IV de Castella, natural de la vila d'Ondarroa, en el senyoriu de Biscaia, de noble i antic llinatge, conegut com el Doctor Ondarroa. En aquell temps a causa de la cruenta guerra bàndols la casa de Balda va ser derrocada per ordre de l'el rei Enric IV de Castella. Plena de deutes pel mal govern de Lladre de Balda Guevara, el Doctor Ondarroa va aconseguir recobrar el patronat que per sanció real havien perdut la família Balda. María Sáez de Lastur i Balda i Martín García de Licona van ser pares de: Juan que segueix en la línia; Juana Sáez de Licona i Balda, que va casar amb Nicolás de Larraspuru; i Marina Sáez de Licona i Balda, que en 1466 va casar amb Beltrán Ibáñez d'Oñaz i Loiola, pares de Sant Ignasi de Loiola.

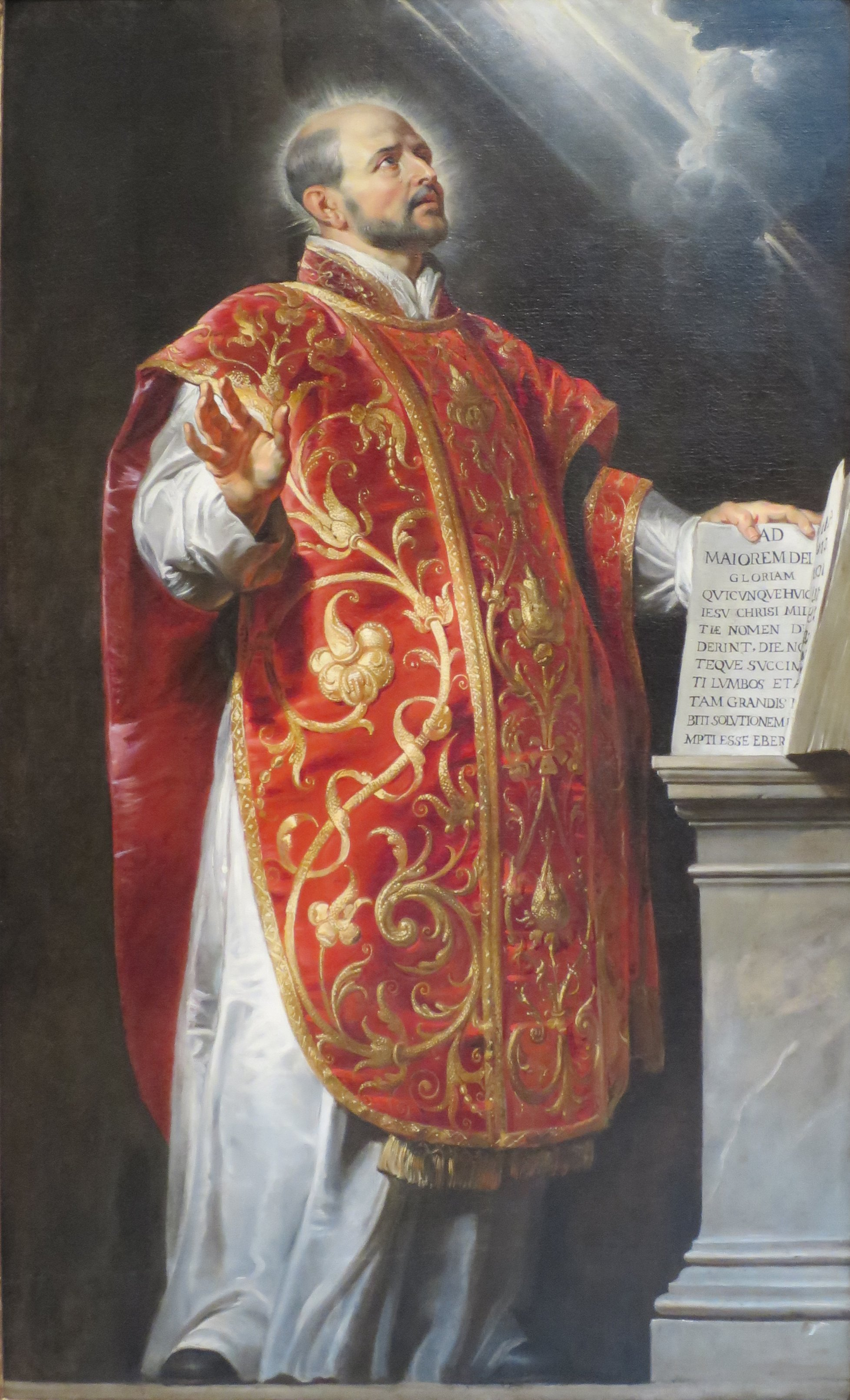
Sant Ignasi de Loiola (1620-1622) per Pedro Pablo Rubens, Museu Norton Simon de Pasadena. El pintor va representar al sant amb un llibre en el que es llegeix el lema jesuïta Ad maiorem Dei gloriam.

- Juan García de Balda, X senyor de la casa de Balda, va obtenir el privilegi del patronat del monestir de Balda, donat pel rei Enric IV de Castella en 1463 i confirmat pel Papa Pau II el 1469. Va ser senyor de la casa de Balda en 1473, nomenat com a tal el 15 de gener de 1475, en la proclamació dels Reis Catòlics a Guipúscoa. Va servir al rei Enric IV de Castella a les fronteres de França i després als Reis Catòlics en les campanyes de Portugal i Granada. Va casar en 1460 amb María Ortiz (Beatriz) de Gamboa i Butrón, filla legítima de Martín Ruiz d'Avendaño Gamboa i Olaso, senyor d'aquests solars i de Juana Ibáñez de Butrón i Múgica filla de Gómez González de Butrón i Múgica, VII senyor de la casa de Butrón, fortaleses de Zaballa, Abadiano i Ochandiano i de la vall d'Aramayona; i d'Elvira Sánchez de Leyva, rebesneta per línia materna del rei Alfons XI de Castella, naixent d'aquest enllaç, com consta en una executòria despatxada en la Real Cancelleria de Valladolid l'any de 1544, els següents fills: Pedro Vélez de Balda i Gamboa; Martín García de Balda i Gamboa; Hernando de Balda i Gamboa, que segueix la línia; i Lladre de Balda. Aquest últim va contreure matrimoni per segona vegada amb Inés de Garibay i Galarza, senyora de la casa de Garibay. Van ser pares de María Ortíz de Balda i Gamboa, esposa de Juan Martínez d'Emparan, V senyor de la casa d'Emparan d'aquest solar en la vila d'Azpeitia; María Ortíz de Balda casada amb Martín Ibáñez de Jausoro, senyor de la casa de Jausoro dels qui descendeixen els marquesos de Narros i els senyors de la casa d'Emparan d'Azpeitia.[1]

- Hernando de Balda i Gamboa, XI senyor de la casa de Balda. Patró del monestir de Santa María la Real d'Azpeitia per Reals Cartes donades a Sevilla a 7 de març de 1500 i a Valladolid a 22 de desembre de 1509. Va servir a la vora del seu pare i criats als Reis Catòlics l'any de 1512, quan l'exèrcit franc-navarrès va envair les fronteres de Guipúscoa i va posar en lloc a la ciutat de Sant Sebastià el 17 de novembre del mateix any, segons consta en Real Cèdula del rei Ferran II d'Aragó el Catòlic despatxada per als Parents Majors de Guipúscoa a la ciutat de Burgos, a 28 de maig de l'any referit. També es va trobar en les batalles de Belate en 1512, de Noain en 1521 i en Hondarribia en 1524. En el seu temps es va traslladar l'església al Cos de la vila, es van renovar els plets dels veïns d'Azkoitia sobre el patronat. Va contreure matrimoni en 1496 amb María López de Guevara i Yarza, naixent d'aquesta unió: Juan de Balda i Guevara, que segueix la línia i Pascual de Balda i Guevara, que va morir en vida del seu pare en la batalla naval del Cap d'Urso, contra els francesos en 1528.

- Juan de Balda i Guevara, XII senyor de la casa de Balda. No va obtenir el patronat que es va concedir per Real Carta donada a Segòvia a 2 de juny de 1534. Va casar amb María de Recalde i Idiáquez, filla de Juan López de Recalde, cavaller de l'Orde de Sant Jaume, proveïdor general i senyor de les cases solars de Recalde i Vizcargui, en la jurisdicció de la vila d'Azcoitia, i de la seva dona Lorenza d'Idiáquez o Idiacaiz, filla d'aquesta casa solar i Torre en la mateixa vila, de la qual va tenir els següents fills: Lorenza de Balda i Recalde, que segueix la línia i María Ortiz de Balda i Recalde, esposa de Francisco d'Idiáquez, senyor de la casa solar i torre d'Idiáquez.

- Lorenza de Balda i Recalde o de Gamboa, XIII senyora de la casa de Balda, i després també de les de Recalde i Vizcargui. Nascuda a Valladolid en 1536, va casar en aquesta vila intervingut el segle amb Lorenzo Suárez de Figueroa i Cárdenas, natural de Llerena, gentilhome de boca del rei Felip II, fill segon d'Alonso de Cárdenas i Portocarrero, I comte de la Pobla del Maestre, comandant de Mèrida en l'Ordre de Santiago, i d'Elvira de Figueroa, la seva dona, senyora de Lobón, filla dels II comtes de Feria.

- Alonso de Cárdenas i Balda, XIV senyor de la casa de Balda, de les de Recalde i Vizcargui de la Torre del Freixe, corregidor de les ciutats d'Úbeda, Baeza i Còrdova. Va casar tres vegades: la primera a Sevilla amb María de Zárate i Recalde, la seva tia segona, natural d'aquesta ciutat (c.1555-1588), filla de Diego Ortiz de Zárate, senyor de la torre de Zárate en Artómaña (Àlaba), cavaller de l'Orde de Sant Jaume i de la Espuela Daurada, comptador de la Casa de Contractació d'Índies, natural de la ciutat d'Orduña, i de María de Recalde i Idiáquez, la seva dona, nascuda en Azcoitia i germana sencera de l'àvia materna d'Alonso (també cridada María). En segones va casar amb Isabel Pimentel, la seva neboda segona, filla d'Alonso de Cárdenas i Toledo, III comte de la Pobla del Maestre, i de Catalina de Mendoza la seva dona, dels marquesos de Mondéjar. I la seva tercera dona va ser Juana Ángela Manrique, dama de la infanta Catalina Micaela i de la reina Margarita d'Àustria, filla de Francisco d'Ourense Manrique, senyor d'Amaya, Peons i Melgar de Yuso, alferes major de la ciutat de Burgos, i d'Isabel de Bernuy i Barba, dels senyors de Benamejí. Del primer matrimoni van néixer:

1. Lorenzo de Cárdenas Valda i Zárate, que segueix la línia.
2. Alonso de Cárdenas Valda i Zárate, patge del príncep Don Felipe i cavaller de l'Ordre d'Alcántara en 1599, que va néixer a Sevilla cap a 1578 i va morir mosso.
3. Diego de Cárdenas i Balda, que va néixer a Sevilla en 1581 i es va criar a Azcoitia al costat de la seva àvia paterna, Lorenza de Balda. Va testar a Madrid el 6 de febrer de 1654 davant l'escriba Francisco Suárez. Va ser cavaller de l'Orde de Sant Jaume, maestre de camp general de les armades de Portugal i superintendent del Consell de Guerra d'aquest regne, governador i capità general del Yucatán en la Nova Espanya, capità general de Guipúscoa i ministre dels Consells de la Guerra i Índies i de la Junta de tots dos. Va casar tardanament a Sevilla cap a 1630, a la seva tornada de Mèxic, amb Ana Francisca de Portugal i Colón de Toledo, 28 anys més jove que ell, que va litigar per la casa de Veragua. El seu pare va ser Diego de Portugal, net del I comte de Gelves. La seva mare, Guiomar Colón de Toledo, era neta de l'almirall Diego Colón i cosina segona del seu marit. Van tenir descendència en què van recaure la casa de Balda i el comtat de la Pobla del Maestre en extingir-se la de Lorenzo, el primogènit.
4. Fernando de Cárdenas Balda i Zárate, natural de Sevilla, batejat el 30 d'abril de 1582. Va ingressar en l'Orde de Sant Jaume en 1619, va servir en Flandes com a capità d'Infanteria i va morir solter.
5. María de Cárdenas Valda i Zárate, dama de la reina Isabel de Borbó.
6. I Francisco de Cárdenas Valda i Zárate, cavaller de Santiago, castellà d'Alexandria al ducat de Milà.
I de la tercera va tenir una filla:
7. Lorenza de Cárdenas Manrique, que va casar dues vegades: primera amb Francisco d'Orense Manrique i Bernuy, el seu oncle carnal, corregidor de Trujillo, que estava vidu de Juana Zapata, i en segones amb l'erudit escriptor Lorenzo Ramírez de Prado, cavaller de Santiago, familiar del Sant Ofici, ministre del Consell de Castella i ambaixador de S.M.C. prop del rei Lluis XIII de França. Sense successió de cap dels dos.

- Lorenzo de Cárdenas Valda i Zárate, IX comte de la Pobla del Maestre, XV senyor de la casa de Balda i de les de Recalde i Vizcargui, de la vila de Lobón de la Torre del Freixe, cavaller de l'Orde de Calatrava en 1611, assistent i capità general de Sevilla, president de la Casa de Contractació d'Índies, governador d'aquest Consell i ministre també dels de Guerra i Estat. Va néixer a Valladolid el 12 d'octubre de 1576, va ser batejat a l'església del Salvador i va morir a Madrid el 29 de setembre de 1637. Va casar amb Juana d'Herrera i Padilla.

- Diego de Cárdenas i Herrera (1602-1659), X comte de la Pobla del Maestre, I marquès de Bacares i III d'Auñón, XVI senyor de la casa de Balda, cavaller de Santiago, que va ser com el seu pare assistent de Sevilla i el seu maestre de camp general. El marquesat de Bacares li va ser atorgat pel rei Felipe IV l'any 1625, dotze abans de succeir al seu pare, com a títol d'espera per als primogènits de la casa de la Pobla del Maestre.

## Escut d'Armes

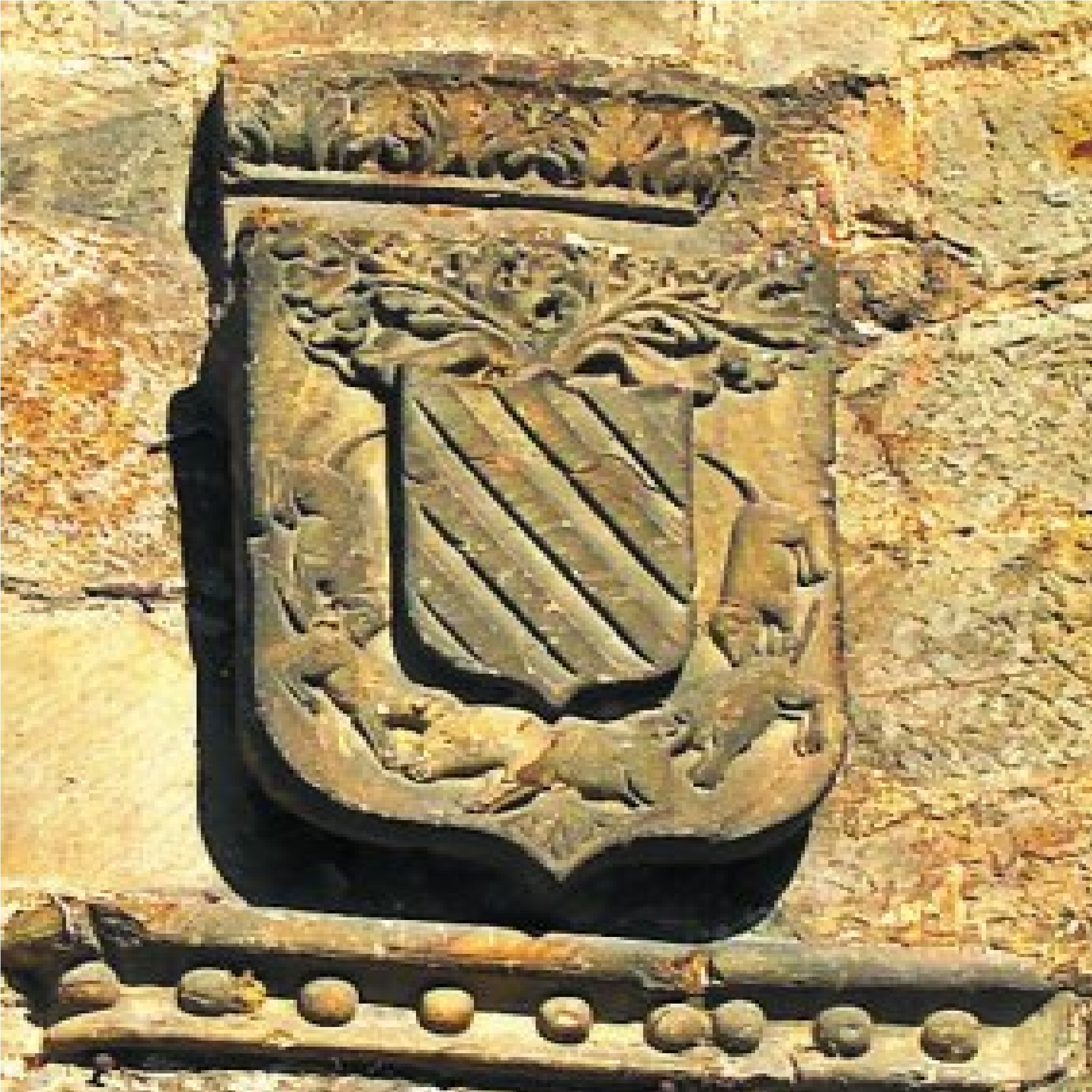
Antigues Armes de la Casa de Balda

Les armes de la casa de Balda de la vila d'Azcoitia, al principi, portaven en camp d'or, cinc bandes, de sabre. Posteriorment, aquest escut primitiu va ser organitzat tal com llueix avui dia en la seva façana el solar de la Casa-Torre de Balda d'Azcoitia: En camp de plata, un roure de sinople, de les branques del qual penja sobre el tronc un escut d'or, amb les cinc bandes de sabre, que són Balda, i, al peu de l'arbre, un senglar errant, de sabre, perseguit per quatre gossos blancs, dos a la dreta i altres dues a l'esquerra, formant com una orla al escudet central, que són de la família Berástegui.